# Native Tongue (Poison)
| Recensione | Giudizio |
| ---------- | -------- |
| AllMusic   |          |

Native Tongue è il quarto album in studio del gruppo musicale statunitense Poison, pubblicato l'8 febbraio 1993 dalla Capitol Records.

## Il disco
Il disco è stato registrato agli A&M Studios di Los Angeles con il produttore Richie Zito. È l'unico lavoro del gruppo in cui appare il chitarrista Richie Kotzen, che prende il posto di C.C. DeVille, allontanato per i suoi problemi di dipendenza da droghe e alcol. L'apporto di Kotzen si rivela determinante nella composizione dei nuovi pezzi, che rispetto al passato risultano maggiormente influenzati dal blues.
La svolta musicale, unita alle mutate condizioni del mercato discografico che vede dominante il grunge, decreteranno il parziale insuccesso dell'album, che si ferma al sedicesimo posto della Billboard 200. Furono estratti due singoli, Stand e Until You Suffer Some (Fire and Ice), che riuscirono a imporsi discretamente nelle classifiche statunitensi e britanniche.
Durante il tour promozionale, Richie Kotzen verrà licenziato dal gruppo per essere stato sorpreso in una relazione con la fidanzata di Rikki Rockett e sostituito da Blues Saraceno.

## Tracce
Testi e musiche di Bret Michaels, Richie Kotzen, Bobby Dall e Rikki Rockett.
1. Native Tongue – 1:03
2. The Scream – 3:51
3. Stand – 5:17
4. Stay Alive – 4:25
5. Until You Suffer Some (Fire and Ice) – 4:16
6. Body Talk – 4:03
7. Bring it Home – 3:57
8. 7 Days Over You – 4:15
9. Richie's Acoustic Thang – 0:58
10. Ain't That the Truth – 3:27
11. Theatre of the Soul – 4:43
12. Strike Up the Band – 4:17
13. Ride Child Ride – 3:55
14. Blind Faith – 3:34
15. Bastard Son of a Thousand Blues – 4:57

## Formazione
Gruppo
- Bret Michaels – voce, armonica a bocca, chitarra acustica
- Richie Kotzen – chitarra solista, pianoforte, mandolino, dobro, cori
- Bobby Dall – basso, cori
- Rikki Rockett – batteria, cori

Altri musicisti
- Jai Winding – pianoforte (tracce 3, 11)
- Billy Powell – pianoforte (8, 15)
- Mike Finnegan – organo (5)
- Tower of Power – sezione fiati (8)
- Timothy B. Schmit – cori
- Tommy Funderburk – cori
- First AME Church Choir – coro (3)
- Shelia E. – percussioni (1, 2)

Produzione
- Richie Zito – produzione
- Jeff Hendrickson – ingegneria del suono
- Chris Lord-Alge – missaggio

## Classifiche
| Classifica (1993) | Posizione massima |
| ----------------- | ----------------- |
| Regno Unito       | 20                |
| Stati Uniti       | 16                |